# 东山站 (韩国)
東山站（：／ Dongsan yeok */?）是位于韩国全罗北道全州市德津區东部大路的一个车站，属于全罗线和北全州线。

## 历史
- 1915年1月16日 - 落成使用。

## 相鄰車站
韓國鐵道公社
全羅線
參禮－東山－全州
北全州線
東山－北全州